# Claude Abravanel
Claude Abravanel (* 16. Juli 1924 in Montreux, Kanton Waadt, Schweiz; † 14. Dezember 2012 in Jerusalem, Israel) war ein israelischer Pianist, Musikwissenschaftler und Komponist Schweizer Herkunft.

## Leben
Claude Abravanels Vater war Apotheker, seine Mutter Sängerin, die er schon früh am Klavier begleitete. Zunächst studierte am Konservatorium in Bern Klavier bei Pierre Souvarain (1911–2000). Von 1944 bis 1948 studierte er Klavier bei Dinu Lipatti am Conservatoire de musique de Genève und von 1948 bis 1951 studierte er Komposition bei Arthur Honegger und Klavier bei Yvonne Lefébure an der École Normale de Musique de Paris. 1951 emigrierte er nach Israel und war von 1952 bis 1992 Dozent für Musiktheorie, Harmonielehre und Kontrapunkt an der Jerusalem Academy of Music and Dance. 1958 gründete er eine Musikbibliothek innerhalb der Akademie, welche er bis 1992 leitete. 1965 wurde er zum Direktor des Musikinstrumentenmuseums der Akademie ernannt und 1988 gründete er ein Archiv für israelische Musik. Die Leitung dieser beiden Institutionen hatte er bis 2004 inne. Ab 1994 arbeitete er als Volontär in der Musikabteilung der Nationalbibliothek Israels als Archivar.
Abravanel schrieb musikwissenschaftliche Artikel für verschiedene Zeitschriften und war Mitglied der Israel's Composer’s League, von ACUM, der israelischen Musikverwertungsgesellschaft, und der Israel Musicological Society. Mit seiner Frau Sara Treves hatte er drei Kinder.

## Werke (Auswahl)
Die Israelische Nationalbibliothek verfügt über eine umfangreiche Sammlung mit Schriften, Werken, Briefen, Zeitungsausschnitten und Dokumenten aus dem Nachlass Claude Abravanels.

### Musikalische Kompositionen
Claude Abravanel komponierte Orchestermusik, Kammermusik, Solowerke und Lieder.
- Chants popularies d'Israel für Gesang und Klavier, 1949 OCLC 875103332
- Ballade des äusseren Lebens für Gesang und Klavier, 1949 Text: Hugo von Hofmannsthal OCLC 875103318
- Trois danses [Drei Tänze] für Gesang und Orchester, 1951 OCLC 907811520
- Prelude pour le piano, 1951 Hommage an Arthur Honegger OCLC 875103195
- Drei Choräle von Johann Sebastian Bach, eingerichtet für Klavier OCLC 875103340
- Le bois amical für Gesang und Klavier, Text: Paul Valéry OCLC 907776079
- Vier Psalmen für Gesang und kleines Orchester, 1960 OCLC 907810589 I Psalm 130 II Psalm  23 III Psalm 88 IV Psalm 121
- Jerusalem für hohe Stimme und Orchester, 1972, Text: Yolande Gerstl OCLC 875103285
- Johann Sebastian Bach: O Gott du frommer Gott (Choral aus der Kantate Nr.24), 1973, Bearbeitung für Klavier OCLC 875103325
- Elegy für tiefe Stimme und Flöte, 1975 Text: Nathan Yonathan OCLC 875103123
- 3 Airs religieux francis des 17eme et 18eme siecles, 1976, Bearbeitung für Gesang und Klavier OCLC 875103333
- Les Amours de Ronsard für Gesang und Klavier, 1980, Text: Pierre de Rosard OCLC 875103330

- Baqasha (Supplication)  für Flöte und Klavier, 1981[4] OCLC 907811516
- Sonate für Violine und Klavier, 1983 OCLC 875103337
- Drei Sonette von Francesco Petrarca für hohe Stimme und Klavier, 1986 OCLC 875103324
- Prelude, Aria und Postlude für Klarinette und Klavier, 1997/98 OCLC 875103194
- Hymn of Praise on a Yemenite Motive für hohe Stimme und Klavier, 1998 OCLC 234011987
- Vier Lieder für tiefe Stimme und Cello, 1998 OCLC 907776081

### Musikwissenschaftliche Veröffentlichungen
- The Bible in the works of Heinrich Schütz, 1961 OCLC 875103308
- The Bible in the works of William Byrd, 1962 OCLC 907776273
- La Musique populaire Israelienne, 1963 OCLC 875103361
- The Bible in the music of modern Swiss composers, 1964 OCLC 875103347
- Ernest Chausson, Artikel für Kol Israel, Januar 1965 OCLC 875103358
- The Jewish works of Darius Milhaud, Tatzlil, 1966 OCLC 875103356
- The Bible in the works of Carl Philipp Emanuel Bach, 1970  OCLC 875103343
- The Bible in instrumental music printed during the 16th century, 1972  OCLC 875103346
- The Old testament in instrumental music printed during the 16th century, 1972  OCLC 875103231
- The Bible in the works of Michel Richard de Lalande, 1972 OCLC 907776272
- An unknown Biblical Oratorio: "Il Giudizio di Salomone (1698) by Marc' Antonio Ziani, 1972 OCLC 907776272

- Claude Debussy: a bibliography. in der Reihe Detroit studies in music bibliography bei Detroit: Information Coordinators, Detroit, 1974 ISBN 978-0-911-77249-4
- The Bible in French music from Louis 14 until the revolution, 1974 OCLC 875103307
- The Old Testament in the works of Johann Christian Bach Leipzig, 1974 OCLC 907776274
- Bibliography of piano music by Israeli composers, 1974 OCLC 875103352
- The Old Testament in French music from the revolution until World War 1, 1975 OCLC 875103362
- The historical position of Debussy in French Music, 1979 OCLC 875103132
- An unknown manuscript of Italian synagogal compositions, 1979 OCLC 875103387
- An unknown manuscript of music and dance, 1979 OCLC 1018269393
- Schumann and Bach, 1993 OCLC 875103394
- Le Symbolisme dans l'execution musicale, 1995 OCLC 875103269
- Symbolism and performance, 1999 OCLC 875103396
- Esquisses Hebraiques, 1999  OCLC 875103314 CD-Booklet der gleichnamigen CD von Dieter Klöcker und dem Vlach Quartett Prag